# ヘロフィロス

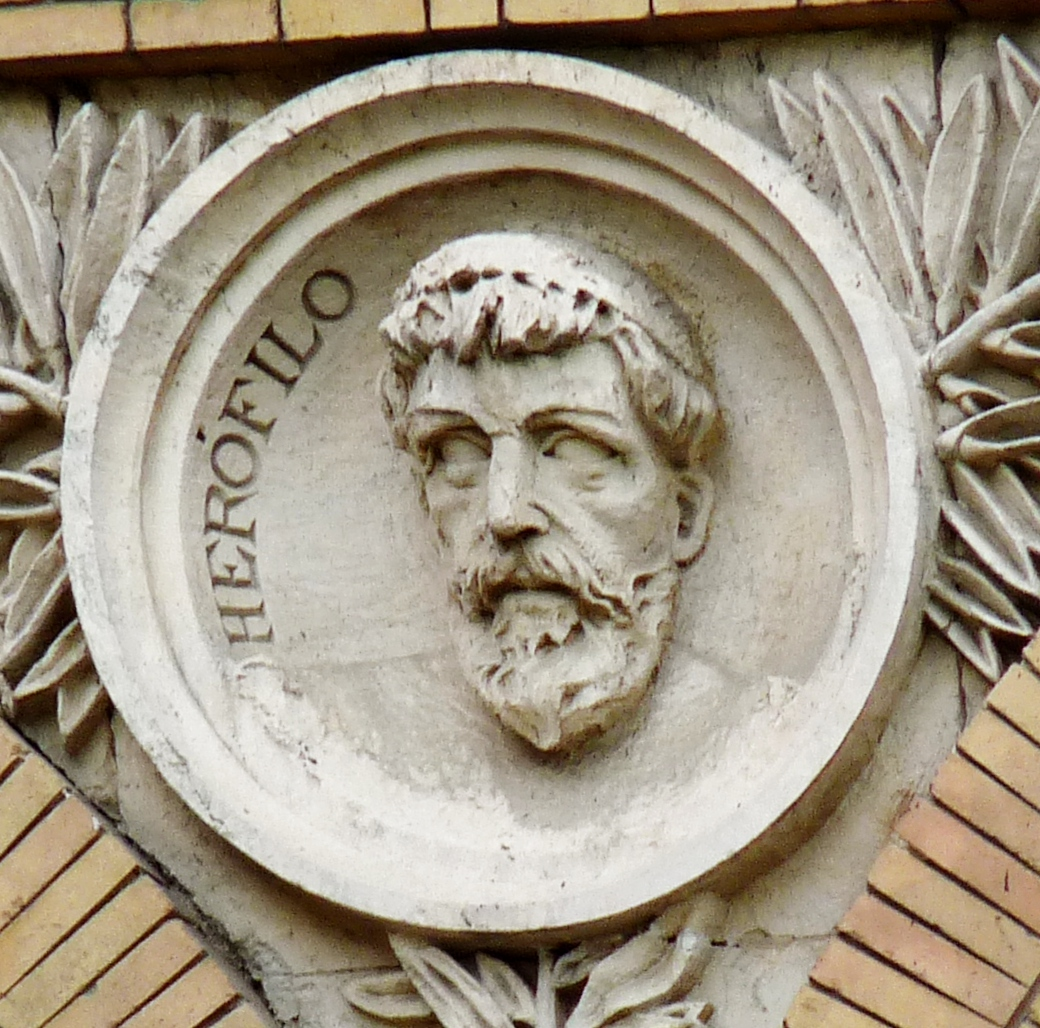
ヘロフィロスのレリーフ

ヘロフィロス（古代ギリシア語: Ἡρόφιλος, Herophilos; ラテン語: Herophilus, 紀元前335年 - 紀元前280年）は古代ギリシアの医学者。

## 人物
小アジアのカルケドン（現在のトルコ・カドゥキョイ）の生まれ。エラシストラトスと共に、アレクサンドリア医学校を創設したと考えられている。ヘロフィロスは、人体解剖に基づいて理論を組み立てた最初の人物である。脳が神経系の中枢で、知性の在処だということを突き止めた。さらに、神経系統にも特別の関心を払い、神経を血管と、運動神経を感覚神経と区別した。
彼の解剖学的研究はそれ以外にも多岐に及ぶ。目、肝臓、膵臓、消化管、同様に、唾液、生殖器、等。彼の著作は現在では何1つ残っていないが、ガレノスの著作やケルスス『医学論』に多くの引用がされている。
テルトゥリアヌスはヘロフィロスらアレクサンドリアの科学者たちが600人の囚人を人体実験に使用し、囚人たちを生きたまま解剖したとして批判し、「狂信的な屠殺人」と呼んで非難した。しかし、ヘロフィロスやエラシストラトスが実際に囚人たちを生体解剖したという確かな証拠は存在せず、歴史家の中にはケルススやテルトゥリアヌスの批判を疑問視する者もいる（その理由の一つとして、しばしばエラシストラトスを批判したガレノスが、生体解剖には全く触れていないという点である）。
古代の科学者たちの中でも、ヘロフィロスは科学的方法の開祖の一人と考えられている。ヘロフィロスが医学に経験法を導入したのは、経験に基づく知識の獲得が重要だと考えたからである。しかし、ガレノスは経験法は合理性を否定するものだと見なし、ヘロフィロスを批判した。ヘロフィロスは多くの科学用語を創案したが、それらは現在でも解剖学上の現象を言い表す時に用いられている。ヘロフィロスは「自然の名称」を用いることに対し、研究の対象を記述する際に生み出した専門用語の概念を取り入れた最初の人物の一人でもある。脳の一部、静脈洞交会（w:torcular Herophili）は彼の名前に由来している。
ヘロフィロスという名前の人物がもう一人いる。こちらはガイウス・ユリウス・カエサルの時代の詐欺師で、ガイウス・マリウスの孫を騙ったが、カエサルによって追放された。